# Oxypoda regressa
Oxypoda regressa är en skalbaggsart som beskrevs av Thomas Casey 1911. Oxypoda regressa ingår i släktet Oxypoda och familjen kortvingar. Inga underarter finns listade i Catalogue of Life.